# Ozero Zadevskoje
Ozero Zadevskoje (ryska: Озеро Задевское) är en sjö i Belarus.   Den ligger i voblasten Vitsebsks voblast, i den norra delen av landet, 140 km norr om huvudstaden Minsk. Ozero Zadevskoje ligger 130 meter över havet. Arean är 0,34 kvadratkilometer. Den sträcker sig 1,3 kilometer i nord-sydlig riktning, och 1,0 kilometer i öst-västlig riktning.
Omgivningarna runt Ozero Zadevskoje är en mosaik av jordbruksmark och naturlig växtlighet. Runt Ozero Zadevskoje är det ganska glesbefolkat, med 22 invånare per kvadratkilometer.